# Містерія
Місте́рія (грец. musterion — таїнство, таємний релігійний обряд на честь якогось божества) — західноєвропейська середньовічна[уточнити] релігійна драма, що виникла на основі літургійного дійства.
В основу містерії різдвяної та великодньої покладено біблійні сюжети. Виникнувши у XIII столітті, вона поширилась у XIV—XV століттях в Італії, Англії, Німеччині, Нідерландах, Франції у вигляді масових видовищ.
Містерія інсценізувала народження, смерть і воскресіння Христа. Ці три події християнської історії були їх композиційними центрами, навколо яких компонувалися безліч інших євангелійних епізодів (про прикликання апостолів, вилікування хворого, зцілення німого, тайну вечерю).
Містерія успадкована Київським шкільним театром. Традиційними містеріями були анонімні «Слово про збурення пекла», «Дѣйствіє на Рождество Христово», «Царство Натури Людської», «Мудрость предвѣчная», «Властотворний образ Человѣколюбія Божія» та інші. У них автори дотримувалися композиції середньовічного типу з притаманним їй неквапливим розгортанням довільно розміщених подій. Виділявся також центральний епізод, якому підпорядковувалися всі інші.
Активно використовувались у містерії алегорія, заміна містеріальних персонажів алегоричними постатями при збереженні містеріальної послідовності. Наприклад, у «Торжестві Єстѣства Человѣчеського» Адам і Єва перетворюються на постаті Відчаю, Плачу; Сатану замінюють фігури Ласощів, Нестримності тощо. Містеріальний сюжет міг замінюватися в окремих випадках не тільки біблійним, а й світським, зокрема історичним.